# Rhapigia
Rhapigia is een geslacht van vlinders van de familie tandvlinders (Notodontidae).

## Soorten
- R. accipiter Schaus, 1892
- R. aymara Schaus, 1906
- R. deicola Schaus, 1928
- R. klagesi Rothschild, 1917
- R. rotundata Dognin, 1924